# ペンホー城
ペンホー城（ペンホーじょう）はウェールズのニューポート郡区ペンホーにあり、12世紀初頭に遡る。12世紀初頭以降、殆どすべての世紀において拡張と再建を繰り返しており、ウェールズにある城の中で最古の継続居住の城であるといわれている。この城はウェールズの第2*級指定建築物になっている。

## 歴史
ペンホーのマナー・ハウスはノルマン人のウェールズ侵攻の時期に、グウェント王国の王子であるカラドグ・アブ・グラフィドによって維持された。不動産権はイギリス貴族の家系であるシーモア家（Seymour family：昔はSt. Maur）が獲得し、1129年までにロジャー・ド・シーモア卿（Sir Roger de St Maur）がこの場所に要塞化したマナー・ハウスを建設した。15世紀と17世紀に邸宅は拡張され、さらに要塞化された。16世紀にマナー・ハウスはイングランド貴族のサマセット公に譲渡された。1674年、城はサンピエール・ホテル・ゲートハウスのルイス家に買収された。1914年、実業家およびウェールズの古代建築の修復管理者である初代ロンダ子爵のデイヴィッド・アルフレッド・トーマスに買収された。20世紀中頃、映画監督のスティーヴン・ウィークスに買収および修復されるまで、城は老朽化に悩まされてきた。ウィークスの保有権期間中、城はウィークスの住居としての役割を果たしている間にも一般に開放されていた。2002年、城は売りに出され、個人住宅として再生された。ペンホー城はウェールズにある城の中で最古の継続居住の城であるといわれている。

## 建築様式と説明
建築史家のジョン・ニューマンは『ペヴズナー建築ガイド /「グウェント州 / モンマスシャー州」編（Gwent/Monmouthshire）」』の中でペンホー城について「規模が小さく、守備に説得力がない」と記述している。
城は地元の旧赤色砂岩で建造された。城の中で最も古い部分はシーモア家所有時に建てられた西側の塔である。2階にある大広間はのちの14世紀から15世紀に増築された。より快適なカントリー・ハウスとして改造された17世紀から18世紀に大規模な模様替えが行われた。ウェールズ政府の遺産管理機関であるカドゥの一覧表記録には「格別に素晴らしい復古調の装飾」と言及されている。ベンホー城は第2*級指定建築物である 。
重要な農業に関する2つの付属建造物群には城のすぐ南西にある納屋や馬小屋が含まれており、独自の一覧が作成されている。さらに城の南側にある別の納屋、さらに遠くにある馬小屋や厩舎棟も含まれている。